# Jimmy Morrissey
Jimmy Morrissey (9 giugno 1998) è un giocatore di football americano statunitense che milita nel ruolo di centro per i New York Giants della National Football League (NFL).

## Carriera

### Las Vegas Raiders
Morrissey al college giocò a football a Pittsburgh. Fu scelto nel corso del settimo giro (230º assoluto) nel Draft NFL 2021 dai Las Vegas Raiders. Fu svincolato il 31 agosto 2021 e rifirmò con la squadra di allenamento il giorno successivo.

### Houston Texans
Morrissey firmò con gli Houston Texans il 19 ottobre 2021. Debuttò nella NFL il 7 novembre partendo come titolare nella sconfitta per 9–17 contro i Miami Dolphins. La sua stagione da rookie si concluse con 5 presenze, di cui 4 come titolare.

### New York Giants
Il 23 gennaio 2024 Morrissey firmò con i New York Giants.